# Francesc Ballester Orovitg
Francesc Ballester Orovitg, conegut com El Explorador (Barcelona, 12 de setembre de 1920 - 7 de setembre de 1957) fou un anarquista, guerriller antifranquista i esperantista català.

## Biografia
Treballava com a fuster i col·laborà amb diverses revistes esperantistes, però l'inici de la seva acció militant no va començar fins després de la guerra civil espanyola, quan es va adherir a les Joventuts Llibertàries de l'Hospitalet de Llobregat. En juny de 1938 fou enquadrat en la 143a Brigada Mixta a Vilanova de la Barca durant l'ofensiva franquista a Aragó. En acabar la guerra fou fet presoner i internat a Tortosa. Aconseguí evadir-se i passà a França, d'on va tornar per combatre en el maquis. El 1945 es va integrar novament a les JJLL a l'interior. Ell i Celedonio García Casino van participar com a delegats de Catalunya al Congrés clandestí de la FIJL, que es va celebrar del 15 a 16 de juliol de 1947 a Madrid. En el mateix any es va unir al Moviment Llibertari de Resistència, l'objectiu del qual era ser el braç armat de l' 'anarcosindicalisme espanyol i el seu objectiu era
«Interrompre l'economia del país, cometent robatoris per finançar l'organització anarquista a Tolosa, eliminar les personalitats involucrades o fidels al Nou Estat i crear, en última instància, un clima de terror que desmoralitzi el poble i provoqui la intervenció estrangera per la incapacitat del govern espanyol de dominar el caos.».
Amb altres companys, Orovitg va participar en diverses accions directes d'atac i expropiació, especialment contra els bancs. Un dels primers grups amb els quals va treballar va ser el de Josep Lluís i Facerias, en el que també hi participaven Juan Cazorla Pedrero, Ramon González Sanmartí, Pere Adrover Font, l'amic Celedonio García Casino i Domènec Ibars Joanies.
A finals d'octubre de 1947 volia assistir juntament amb Facerías al segon congrés del Moviment Llibertari a l'exili, en què va defensar la pràctica del Moviment Llibertari de Resistència. No obstant això, la repressió es va fer cada vegada més dura i MLR fou dissolt el 1948. Ja al maig d'aquest mateix any, Francisco Ballester Orovitg va ser arrestat, però fou alliberat gairebé un any després, el 12 de gener de 1949. Després es va unir al grup de Quico Sabaté. Tanmateix la policia continuà perseguint-lo i el van arrestar de nou, arribant a torturar-lo per obtenir informació per aturar Quico. De fet això mai va succeir, ja que fins i tot sota tortura El explorador només va deixar declaracions incompletes. El 16 de març de 1950 fou condemnat a sis anys de presó.
El 10 d'agost de 1953 fou alliberat i va decidir traslladar-se a França, instal·lant-se a Alès, on treballà en una fusteria alhora que tornava a col·laborar en cercles esperantistes i militava a la CNT. Després d'arriscar-se molt en la lluita armada contra el franquisme, Francisco Ballester Orovitg va morir en el descarrilament de tren París-Nimes, el 7 de setembre de 1957.